# 戛纳埃克吕斯
戛纳埃克吕斯（法語：Cannes-Écluse，法語發音：[kan eklyz] ⓘ）是法国塞纳-马恩省的一个市镇，属于普罗万区。

## 地理
戛纳埃克吕斯（48°21'52"N, 2°59'18"E）面积8.63 平方千米，位于法国法蘭西島大區塞纳-马恩省，该省份为法国北部内陆省份，北起瓦兹省，西接埃松省、马恩河谷省、塞纳-圣但尼省和瓦兹河谷省，南至卢瓦雷省，东南接约讷省，东临马恩省和奥布省，东北接埃纳省。
与戛纳埃克吕斯接壤的市镇（或旧市镇、城区）包括：塞纳河畔马罗勒、塞纳河畔瓦雷讷、拉布罗斯-蒙索、埃芒、蒙特罗福约讷。

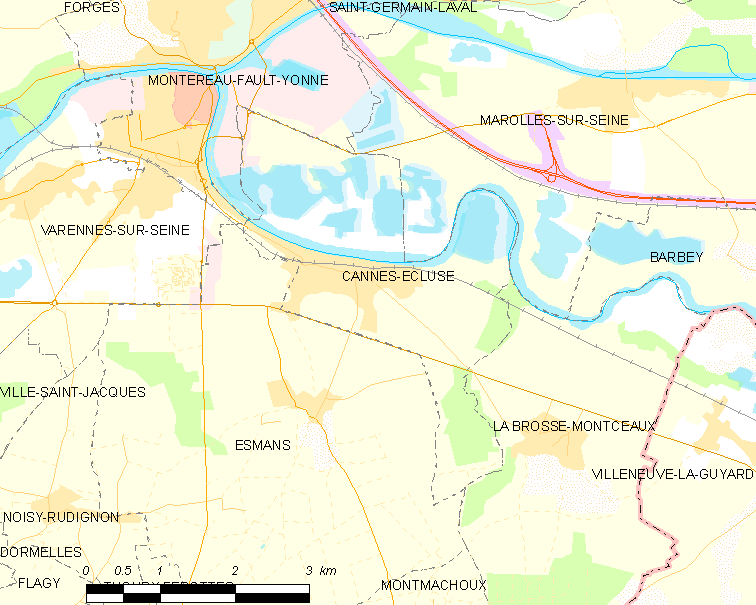
戛纳埃克吕斯的OSM定位图

戛纳埃克吕斯的时区为UTC+01:00、UTC+02:00（夏令时）。

## 行政
戛纳埃克吕斯的邮政编码为77130，INSEE市镇编码为77061。

## 政治
戛纳埃克吕斯所属的省级选区为蒙特罗福约讷县。

## 人口

1962-2008年间戛纳埃克吕斯人口变化图示

戛纳埃克吕斯于2022年1月1日时的人口数量为2742人。